# Perlis Plantations
Perlis Plantations est un conglomérat basé en Malaisie. Fondé en 1968, Perlis Plantation était initialement concentré sur les plantations sucrières et sur les plantations d'huile de palme. Il fait aujourd'hui partie du Kuala Lumpur Composite Index (KLCI).